# Johann Christian Buxbaum
Johann Christian Buxbaum (Russ.: Иога́нн Христиан Буксбаум) (* 5. Oktober 1693 in Merseburg; † 7. Juli 1730 in Wermsdorf, Nordsachsen) war ein deutscher Botaniker. Sein offizielles botanisches Autorenkürzel lautet „J.C.Buxb.“.

## Leben
Buxbaum studierte Medizin an den Universitäten in Leipzig, Wittenberg, Jena und Leyden. Auf Empfehlung Friedrich Hoffmanns wurde er eingeladen von Peter dem Großen. Dieser stellte ihn als Botaniker an und richtete einen pharmakologischen Garten im medizinischen Kollegium St. Petersburg ein. Er wurde vom 1. September 1725 bis zum 11. August 1729 Mitglied der St. Petersburger Akademie der Wissenschaften und Professor am akademischen Gymnasium.
Ab 1724 war er Arzt und Begleiter Alexander Rumjanzews in diplomatischer Mission nach Konstantinopel in die Türkei. Bei dieser Gelegenheit besuchte er Griechenland, reiste durch Kleinasien und durch die Städte Baku, Derbent und Astrachan. 1727 zurückgekehrt nach Sankt Petersburg, gab er als Professor an der Akademie botanische Vorlesungen. Während dieser Zeit führte er mehrere botanische Expeditionen in das direkte Umfeld von St. Petersburg durch und legte dabei ein Herbarium mit Pflanzen aus dem Umkreis der damaligen Hauptstadt an. 1729 verschlechterte sich sein Gesundheitszustand wegen einer Syphilis-Erkrankung und er verließ Russland, kehrte nach Sachsen zurück, wo er verstarb.

## Ehrentaxon
Um seiner Arbeit zu gedenken, benannte Johann Hedwig 1801 nach ihm eine Moosgattung (Buxbaumia Hedw.).

## Werke
- Enumeratio plantarum accuratior in agro Hallensi locisque vicinis crescentium una cum earum characteribus et viribus, Halle, 1721
- Plantarum minus cognitarum centuria I.-V. (Petropoli: ex typographia Academiae, 1728–1740, teils nach dem Tod veröffentlicht) in fünf Teilen mit Kupferstichen